# Phoma epiphyscia
Phoma epiphyscia är en lavart som beskrevs av Léon Vouaux. Phoma epiphyscia ingår i släktet Phoma, ordningen Pleosporales, klassen Dothideomycetes, divisionen sporsäcksvampar och riket svampar. Arten är reproducerande i Sverige.